# 32-я дивизия ПВО
32-я дивизия ПВО имени трижды Героя Советского Союза маршала авиации А. И. Покрышкина. — воинское формирование в составе ВКС РФ.

## История
Ржевская бригада ПВО берёт начало с образования в августе 1945 года Московского истребительного авиационного корпуса.
В 2001 года путём переформирования 3-й дивизии ПВО (г. Ярославль) и сокращения 153-й ИАП (г. Моршанск) и 786-й ИАП (г. Правдинск) и 564-й кадрированного ЗРП (г. Череповец), а на базе управления 5-й дивизии ПВО (г. Ржев) сформировано управление 32-го корпуса противовоздушной обороны.
19 октября 2013 года Указом президента Российской Федерации № 785 бригаде было присвоено почётное наименование «имени трижды Героя Советского Союза маршала авиации А. И. Покрышкина».
1 декабря 2014 года на основании Указа президента РФ шестая бригада противовоздушной обороны имени трижды героя Советского Союза маршала авиации Александра Ивановича Покрышкина была переформирована в 32 дивизию ПВО имени трижды героя Советского Союза маршала авиации Александра Ивановича Покрышкина.
15 декабря 2014 года 32-я дивизия ПВО, была передана в состав 1-го командования ВВС и ПВО.
26 сентября 2015 года по случаю 70-летия 32-й дивизии ПВО во Ржеве прошли торжества, сопровождавшиеся праздничным парадом и выставкой военной техники.

## События
20 мая 2025 года вертолет Владимира Путина во время посещения президентом Курской области попал в эпицентр отражения массированной атаки дронов ВСУ, рассказал командир дивизии ПВО Юрий Дашкин, его подразделение прикрывало небо в этом районе.
«Мы одновременно вели противовоздушный бой и обеспечивали безопасность в воздухе пролета вертолета президента».

Дашкин отметил, что когда борт Путина летел над Курской областью, интенсивность атаки беспилотников на регион резко выросла. Но все цели были уничтожены.
Командир уточнил, что расчёты ПВО отреагировали молниеносно: всего в ходе отражения атаки было уничтожено 46 дронов ВСУ. Напомним, что в этот день президент Путин посетил Курскую область, где провёл встречу с волонтёрами, а также пообщался с врио губернатора региона Александром Хинштейном.

## Структура
- 42-й гвардейский Путиловско-Кировский зенитный ракетный полк — Валдай
- 108-й Тульский зенитный ракетный полк — Воронеж
- 335 Краснознамённый радиотехнический полк - Ярославль
- 336 радиотехнический полк — Орел
- 337 радиотехнический полк — Ржев

## Подчинение
1-я армия противовоздушной и противоракетной обороны особого назначения.

## Командиры
6 бригады ВКО
- генерал-майор Липихин, Андрей Владимирович[1] (2018 - 2014)

32 дивизии ПВО
- генерал-майор Скрипко, Вячеслав Владимирович (2014 - 2018)
- генерал-майор Морозов, Валерий Валерьевич (2018 - 2022)
- генерал-майор Дашкин, Юрий Ришатович (2022 - н.в.)

## Базирование
- Управление и штаб дивизии - Ржев